# Desmetilação
A desmetilação é uma reação química caracterizada pela eliminação de um grupo metilo (-CH3) de uma molécula. Nos sistemas bioquímicos, o processo de desmetilação normalmente é catalisado por una enzima, como é o caso da família de enzimas  citocromo P450, presentes no fígado .
As proteínas são também desmetiladas, geralmente, em seus resíduos lisina. Em geral, ocorre pela oxidação de um substituinte metilo, convertendo-o em um grupo metileno (=CH2), o qual pode logo ser hidrolisado para formar um formaldeído (H2C=O).